# ダルマプルサダ大学
ダルマプルサダ大学（英語: Darma Persada University、公用語表記: Universitas Darma Persada）は、東ジャカルタに本部を置くインドネシアの私立大学。1986年創立、1986年大学設置。大学の略称はUNSADA（ウンサダ）。

## 大学の沿革

### 概要
ダルマプルサダ大学は、1986年にインドネシア元日本留学生協会（PERSADA）がイ・日両国への感謝の証として設立した私立大学である。元日本留学生が中心となり、その経験を母国の発展に生かすために設立された大学は世界的にも非常に珍しい。2016年には創立30周年を迎えた。

### ものづくり大学に向けた取り組み
現在、日本のものづくり精神にならい、インドネシアで随一の産業人材を育成する「ものづくり大学」になるべく教育プログラムの改革に取り組んでいる。2013年11月21日、日本の産業技術大学院大学（AIIT）が事務局を務めている、アジアにおける高度専門職人材育成のための国際組織である「アジア高度専門職人材ネットワーク（APEN）」に、アセアン及び東アジアの大学で14番目の正式加盟を果たした。
また、AOTS（AMEICC事務局）が、インドネシア産業界の要請に応えられるエンジニアを輩出することを目的に、育成すべき人材像を「日本式ものづくりを理解し、かつ生産の効率化のための生産自動化に対応できる即戦力のエンジニア」として、ダルマプルサダ大学工学部産業工学科にトヨタ・モーター・マニュファクチャリング・インドネシアの協力を得ながら「生産自動化技術者コース」を寄付講座として設置している。

## 教育及び研究

### 学部
学部は文学部、工学部、海洋工学部、経済学部の計4学部が設置されている。2019年7月現在の学生数は約5,400名、講師数は約150名である。
- 文学部 - 日本文学科、中国文学科、英文学科、日本語短期プログラム、英語短期プログラム
- 工学部 - 機械工学科、電気工学科、産業工学科、情報工学科、情報システム工学科
- 海洋工学部 - 造船技術学科、造船システム技術学科
- 経済学部 - 経営学科、経理学科

### 大学院
大学院は再生エネルギー研究科が設置されている。
- 再生エネルギー研究科 - 再生可能エネルギー専攻

### 別科
LPK（LEMBAGA PENGEMBANGAN KEAHLIAN）と呼ばれるインドネシア語別科が設置されており、日本人留学生を含む海外からの留学生はここでインドネシア語を学ぶことができる。インドネシア語の他、中国語、英語、日本語のコースもある。カリキュラムは学生に応じてカスタマイズされている。

## 大学関係者

### 歴代学長
歴代学長の多くは日本留学の経験者である。
- 初代学長: シャリ・タイブ元教育文化大臣（学長任期：1986年9月 - 89年11月）
- 第2代学長: スキスマン元国家情報本部副長官（学長任期：1990年1月 - 2002年5月）
戦時中に南方特別留学生として熊本医科大学に留学
- 第3代学長: リリー・サタリ（学長任期：2001年5月 - 2005年6月）
信州大学、早稲田大学大学院
- 学長代理: ゴンドモノ第一副学長による学長職務代理期間（2005年6月 - 2007年6月）
- 第4代学長  カマルディン・アブドゥラ（学長任期：2007年6月 - 2011年7月）
東京農工大学、東京大学大学院
- 第5代学長: オロアン・P.　シアハアン（学長任期：2011年7月 - 2015年8月）
京都大学、同大学院
- 第6代学長: ダダン・ソリヒン（学長任期：2015年8月 - 2018年12月）
- 第7代学長: トリ・マルジョコ（学長任期：2018年12月 - 2023年10月）
- 第8代学長: アグス・サリム・ダスキ（学長任期：2023年10月 - ）
慶応大学

### 日本人関係者
- 客員教授: 佐藤利行（福山市立大学学長、元広島大学理事・副学長）
- 客員教授: 小丸成洋（福山通運株式会社代表取締役社長、公益財団法人小丸交通財団理事長）
- 客員教授: 西村英俊（俳号：西村我尼吾）（国際機関ERIA/東アジア・ASEAN経済研究センター事務総長、早稲田大学客員教授）
- 客員教授: 前田充浩（東京都立産業技術大学院大学教授）
- 名誉客員教授: 宇田直史（元学長補佐・第一副学長補佐、東京都立産業技術大学院大学経営倫理研究所（ERISE）上席研究員、元広島大学大学院人間社会科学研究科客員教授）

## 対外関係

### 日本からの訪問
1991年には明仁天皇・美智子皇后（現在の上皇・上皇后）がインドネシアを公式訪問した際に、ダルマプルサダ大学を視察した。2008年には秋篠宮夫妻がインドネシアを公式訪問した際にダルマプルサダ大学を視察し、キャンパス内に記念の植樹をした。2006年には、元内閣総理大臣で日本インドネシア協会会長の福田康夫がインドネシアを訪問された際にダルマプルサダ大学を視察し、キャンパス内に記念の植樹した。2016年のダルマプルサダ大学30周年記念式典には福田康夫が出席し、キャンパス内に記念の植樹をした。2017年に当時の内閣総理大臣安倍晋三がインドネシアを公式訪問した際に、インドネシア元日本留学生協会のギナンジャールおよびゴーベルと面談した。2018年には福田康夫が第14回ASJA（ASIA JAPAN ALUMNI INTERNASIONAL）-ASCOJA（ASEAN COUNCIL OF JAPAN ALMUNI）シンポジウムに出席し、基調講演を行った。2022年12月2日には福田康夫がダルマプルサダ大学を訪問した。2023年5月19日には自民党衆議院議員の福田達夫がダルマプルサダ大学を訪問した。2023年6月20日には、徳仁天皇・雅子皇后が、即位後初の国際親善目的の外国訪問として、インドネシアを訪問中、ダルマプルサダ大学を訪問し、学生らと交流した。

### ダルマプルサダ大学支援のための大学コンソーシアム
2016年10月11日に、日本インドネシア協会（会長：福田康夫元内閣総理大臣）の呼びかけにより、外務省、JICA、国際交流基金、HIDA（AOTS）、文部科学省、経済産業省といった政府関係機関、大阪府立大学・同高専、大阪国際大学、神田外語大学、産業技術大学院大学、拓殖大学、帝京大学、東海大学、東洋大学、広島大学、福岡女子大学、立命館大学からの代表者が集まり、ダルマプルサダ大学に対する協力のための大学コンソーシアム設立が設立された。

### 日本の大学との協定
- 拓殖大学
- 大阪経済大学
- 関西国際大学
- 大阪国際大学
- 事業創造大学院大学
- 広島大学（2013年）
- 佐賀大学
- 帝京大学（2013年）
- 神戸松蔭女子学院大学（2019年）
- 大阪府立大学工業高等専門学校（2019年）
- 産業技術大学院大学（2013年）

以前の協定締結大学
- 兵庫教育大学
- 神戸商船大学（現:神戸大学）
- 姫路工業大学（現:兵庫県立大学）
- 神戸女学院大学
- 神戸芸術工科大学